# Consejo del Principado

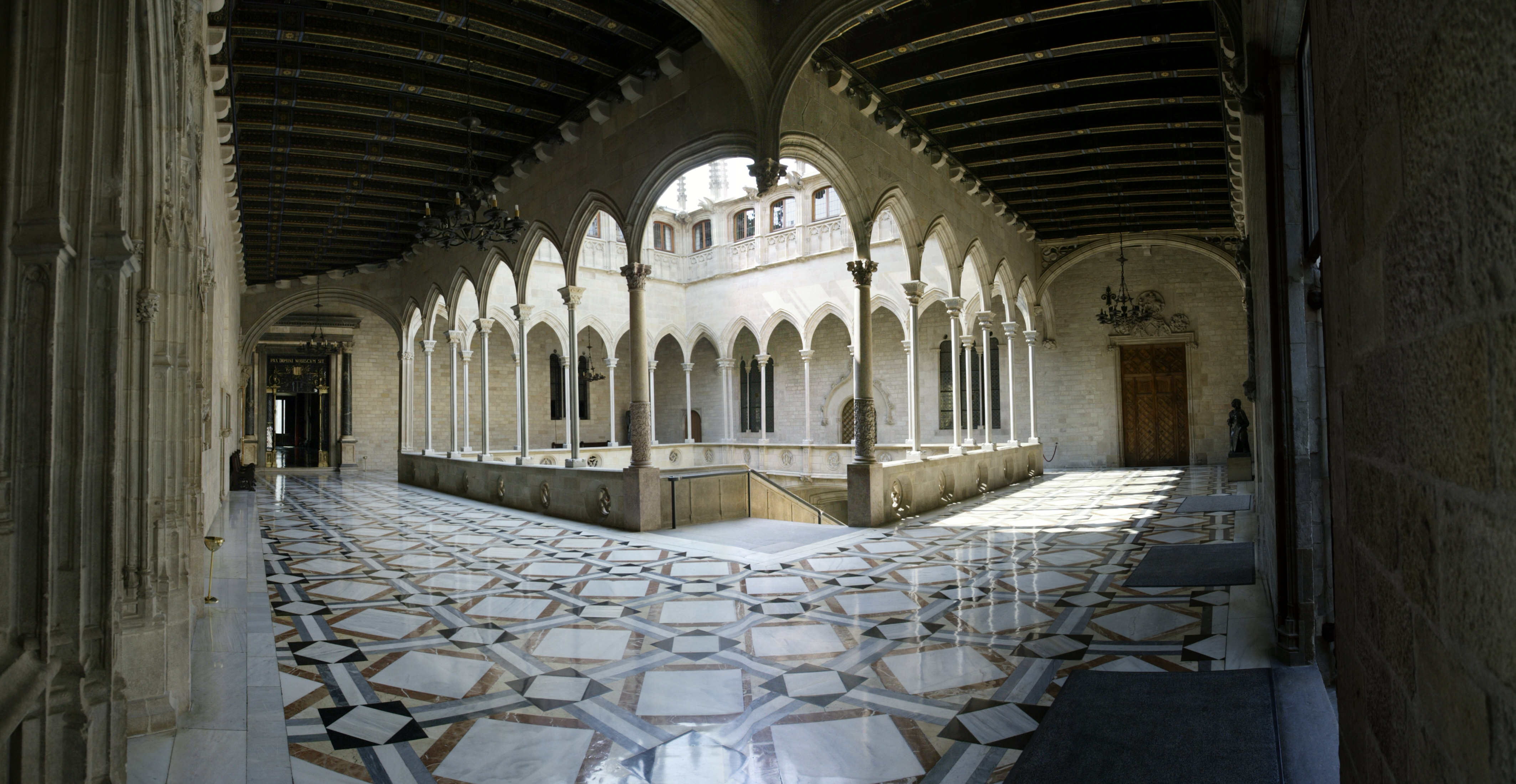
Interior del Palacio de la Generalidad de Cataluña donde el 8 de diciembre de 1460 se constituyó el Consejo del Principado

El Consejo del Principado o Consejo representando al Principado de Cataluña (en catalán y respectivamente Consell del Principat y Consell representant lo Principat de Catalunya) fue una institución creada en el Principado de Cataluña el 8 de diciembre de 1460 por iniciativa de la Diputación del General de Cataluña, siguiendo las instrucciones de las Cortes Catalanas reunidas en Lérida, para que se ocupara del asunto de la detención del príncipe Carlos de Viana ordenada por su padre el rey Juan II de Aragón. La creación de esta institución constituyó el inicio de la Revolución catalana de 1460-1461 que a su vez fue el prólogo de la guerra civil catalana de 1462-1472 en la que el Consejo del Principado fue el organismo dirigente, junto con la Diputación del General y el Consejo de Ciento de la ciudad de Barcelona, del bando sublevado contra Juan II.

## Historia
La detención del príncipe de Viana, acusado de conspiración, causó una honda conmoción en toda Cataluña y provocó una inesperada ola de protestas, mientras que el rey Juan II consideraba el asunto como una cuestión estrictamente familiar. Como ha señalado Carme Batlle, el rey «no contaba con el desagradable recuerdo que habían conservado los estamentos superiores del país de las cortes de 1454, en las que el rey hizo sentir su autoridad en el problema de los síndicos de una Barcelona dividida entre dos partidos» (Juan II como lugarteniente general de Cataluña había aceptado como representantes de la ciudad a los delegados de la Busca, en detrimento de la Biga). Así la prisión del príncipe fue aprovechada por la oligarquía catalana en su enfrentamiento con el rey.
Las Cortes catalanas reunidas en Lérida protestaron por la detención al considerarla un acto contrario a los usatges de Barcelona, a las constituciones de cortes y a los privilegios de la ciudad de Lérida. La respuesta de Juan II fue disolverlas. La réplica de las Cortes, bajo la dirección de los nobles y los burgueses de la «Biga», fue tomar una iniciativa «fuera de lo corriente y muy grave», en palabras de Carmen Batlle, que consistió en formar el 5 de diciembre, antes de disolverse, una «comisión de las Cortes» que adoptara las medidas necesarias para conseguir la liberación del príncipe y la reparación de los agravios y que estaría integrada por la Diputación del General de Cataluña y por las personas que designara para que le asesoraran, incluida una representación de la ciudad de Barcelona. Así fue cómo se constituyó tres días después en la Casa de la Diputación en Barcelona el llamado "Consejo representando al Principado de Cataluña" (Consell representant lo Principat de Catalunya), integrado por veintisiete personas, nueve por cada uno de los tres estamentos del Principado de Cataluña. Como ha destacado Jaume Vicens Vives, «era un título que jamás se había atribuido ningún organismo catalán» y «reflejaba el ideal “pactista” propio del jusconstitucionalismo» que defendían la nobleza y el patriciado urbano catalanes. Así pues, los objetivos del "Consejo representando al Principado de Cataluña" iban más allá de la petición de la libertad del Carlos de Viana ya que perseguían una revolución política dirigida por la oligarquía catalana, «aprovechando el paso en falso dado por el monarca», concluye Vicens Vives. Según Carme Batlle, era una «auténtica revuelta contra el monarca» ya que la nueva institución se atribuía «funciones de soberanía popular».
Mientras el rey despreocupado pasaba las Navidades en Zaragoza ―«el monarca no valoró la iniciativa [de la creación del Consejo del Principado] como se merecía, pensando que la única causa de todo era la prisión del príncipe»―, la agitación revolucionaria se extendía por Cataluña.
En la Capitulación de Vilafranca el rey Juan II se vio obligado a reconocer la autoridad del Consejo del Principado, «extraño organismo», en palabras de Vicens Vives, al que se dotó de enormes poderes administrativos, judiciales y financieros y que sólo respondía ante las Cortes catalanas, convirtiéndose así en una especie de Superdiputadción del General.